# Acmaeodera chiricahuae
Acmaeodera chiricahuae  (лат.) — вид жуков-златок рода Acmaeodera из подсемейства Polycestinae (Acmaeoderini). Распространён в Новом Свете. Кормовым растением имаго являются Verbesina enceloides, Artemia sp., Cirsium sp., Heliopsis parviflora, Heterotheca subaxillaris (Barr 1972:149), а у личинок — неизвестны.
Вид был впервые описан в 1972 году американским колеоптерологом Уильямом Барром (William F. Barr, University of Idaho, Moscow, США).